# 2014-es IIHF divízió III-as jégkorong-világbajnokság
A 2014-es IIHF divízió III-as jégkorong-világbajnokságot Kockelscheuerben, Luxemburgban rendezték április 6. és 12. között. A vb-n hat válogatott vett részt. Az első helyezett feljutott a divízió II B csoportjába.

## Résztvevők
| Csapat                  | Kvalifikáció módja                                                    |
| ----------------------- | --------------------------------------------------------------------- |
| Bulgária                | Előző évben a divízió II B csoportjának 6. helyén végzett és kiesett. |
| Luxemburg               | Rendező, előző évben a divízió III 3. helyén végzett.                 |
| Észak-Korea             | Előző évben a divízió III 2. helyén végzett.                          |
| Egyesült Arab Emírségek | Előző évben a divízió III 4. helyén végzett.                          |
| Hongkong                | Első részvétele 1987 óta.                                             |
| Grúzia                  | Előző évben a divízió III selejtezőjének 4. helyén végzett.           |

## Eredmények
A mérkőzések kezdési időpontja helyi idő szerint vannak feltüntetve.
| Jelmagyarázat                |
| ---------------------------- |
| Feljutott a divízió II B-be. |

| Nemzet                  | M | Gy | HGy | HV | V | G+ | G- | Gk  | P  |
| ----------------------- | - | -- | --- | -- | - | -- | -- | --- | -- |
| Bulgária                | 5 | 5  | 0   | 0  | 0 | 48 | 13 | +35 | 15 |
| Észak-Korea             | 5 | 4  | 0   | 0  | 1 | 54 | 11 | +43 | 12 |
| Luxemburg               | 5 | 3  | 0   | 0  | 2 | 43 | 16 | +27 | 9  |
| Hongkong                | 5 | 1  | 1   | 0  | 3 | 17 | 27 | −10 | 5  |
| Egyesült Arab Emírségek | 5 | 1  | 0   | 1  | 3 | 14 | 34 | −20 | 4  |
| Grúzia                  | 5 | 0  | 0   | 0  | 5 | 3  | 78 | −75 | 0  |

| 2014. április 6. 12:30 | Hongkong | 2–1 (sz.) (1–1, 0–0, 0–0) (h.u.: 0–0) (sz.: 1–0) | Egyesült Arab Emírségek | Kockelscheuer Ice Rink, Kockelscheuer Nézőszám: 100 |

| Jegyzőkönyv | Jegyzőkönyv      | Jegyzőkönyv                                          | Jegyzőkönyv       | Jegyzőkönyv                                                         |
| --- | ---------------- | ---------------------------------------------------- | ----------------- | ------------------------------------------------------------------- |
| | King Chi King Ho | Kapusok                                              | Khaled Al Suwaidi | Játékvezető: Valentin Lascar Vonalbírók: Simone Lega Pálkövi Botond |
| \| H.K.T. Choi (H.F.F. Choi) – 11:39 \| 1–0 \| \| \| \| 1–1 \| 15:53 – O. Al Shamisi (J. Al Dhaheri, M. Al Shamisi) \| |                  |                                                      |                   | Játékvezető: Valentin Lascar Vonalbírók: Simone Lega Pálkövi Botond |
| S.H. Kan Y.H.Y. Wong P.L. Chow                                                                                         | Szétlövés        | O. Al Shamisi A. Al Mazrouei J. Al Dhaheri           |                   | Játékvezető: Valentin Lascar Vonalbírók: Simone Lega Pálkövi Botond |
| 14 perc | Büntetések       | 24 perc                                              |                   | Játékvezető: Valentin Lascar Vonalbírók: Simone Lega Pálkövi Botond |
| 23 | Lövések          | 46                                                   |                   | Játékvezető: Valentin Lascar Vonalbírók: Simone Lega Pálkövi Botond |
| H.K.T. Choi (H.F.F. Choi) – 11:39                                                                                      | 1–0              |                                                      |                   | Játékvezető: Valentin Lascar Vonalbírók: Simone Lega Pálkövi Botond |
| | 1–1              | 15:53 – O. Al Shamisi (J. Al Dhaheri, M. Al Shamisi) |                   | Játékvezető: Valentin Lascar Vonalbírók: Simone Lega Pálkövi Botond |

| 2014. április 6. 16:00 | Észak-Korea | 22–1 (6–0, 9–0, 7–1) | Grúzia | Kockelscheuer Ice Rink, Kockelscheuer Nézőszám: 100 |

| Jegyzőkönyv | Jegyzőkönyv         | Jegyzőkönyv              | Jegyzőkönyv                           | Jegyzőkönyv                                                        |
| --- | ------------------- | ------------------------ | ------------------------------------- | ------------------------------------------------------------------ |
| | Il Pak Kuk Chol Pak | Kapusok                  | Konstantine Sanikidze Kakha Ambrolava | Játékvezető: Igor Tsernyshov Vonalbírók: Thomas Caillot Zhinan Cui |
| \| Kim H-j. (Ri P-i.) – 06:13 \| 1–0 \| \| \| Kim S-g. (Ju S-h.) – 09:18 \| 2–0 \| \| \| Ri C-m. (Kim H-j.) \| 3–0 \| \| \| Ri C-m. (Kim H-j.) (SH) – 15:10 \| 4–0 \| \| \| Ri S-g. (Pak S-j., Kim K-h.) – 17:14 \| 5–0 \| \| \| Kim M-c. (Ri P-i.) – 18:29 \| 6–0 \| \| \| Kim M-c. (Ri C-m.) – 20:14 \| 7–0 \| \| \| Kim J-h. (Ri C-j.) – 22:02 \| 8–0 \| \| \| Ri S-g. (Ju S-h., Kim K-h.) – 23:33 \| 9–0 \| \| \| Kim K-h (Pak S-j.) – 24:17 \| 10–0 \| \| \| Kim H-j. (Kim M-c., Ri C-m.) – 25:33 \| 11–0 \| \| \| An C-h. – 33:03 \| 12–0 \| \| \| Kim N-h. (Kim C-h.) – 34:30 \| 13–0 \| \| \| Kim N-h. (Ri C-m., An C-h.) – 35:26 \| 14–0 \| \| \| Kim C-b. (Kim J-h.) – 37:04 \| 15–0 \| \| \| Ju S-h. (Pak S-j., Kim S-g.) – 41:42 \| 16–0 \| \| \| Kim K-c. (Kim C-h., Ri C-j.) – 42:08 \| 17–0 \| \| \| Ri C-j. – 43:52 \| 18–0 \| \| \| Ju S-h. (Ri S-g.) – 44:48 \| 19–0 \| \| \| Kim H-j. (Kim M-c.) – 49:54 \| 20–0 \| \| \| Kim H-j. (Kim M-c., Kim C-b.) (PP) – 53:30 \| 21–0 \| \| \| \| 21–1 \| 54:05 – G. Jeiranashvili \| \| Kim J-h. (Ri C-j., Kim C-h.) (PP) – 58:45 \| 22–1 \| \| |                     |                          |                                       | Játékvezető: Igor Tsernyshov Vonalbírók: Thomas Caillot Zhinan Cui |
| 8 perc | Büntetések          | 18 perc                  |                                       | Játékvezető: Igor Tsernyshov Vonalbírók: Thomas Caillot Zhinan Cui |
| 92 | Lövések             | 4                        |                                       | Játékvezető: Igor Tsernyshov Vonalbírók: Thomas Caillot Zhinan Cui |
| Kim H-j. (Ri P-i.) – 06:13 | 1–0                 |                          |                                       | Játékvezető: Igor Tsernyshov Vonalbírók: Thomas Caillot Zhinan Cui |
| Kim S-g. (Ju S-h.) – 09:18 | 2–0                 |                          |                                       | Játékvezető: Igor Tsernyshov Vonalbírók: Thomas Caillot Zhinan Cui |
| Ri C-m. (Kim H-j.) | 3–0                 |                          |                                       | Játékvezető: Igor Tsernyshov Vonalbírók: Thomas Caillot Zhinan Cui |
| Ri C-m. (Kim H-j.) (SH) – 15:10 | 4–0                 |                          |                                       |                                                                    |
| Ri S-g. (Pak S-j., Kim K-h.) – 17:14 | 5–0                 |                          |                                       |                                                                    |
| Kim M-c. (Ri P-i.) – 18:29 | 6–0                 |                          |                                       |                                                                    |
| Kim M-c. (Ri C-m.) – 20:14 | 7–0                 |                          |                                       |                                                                    |
| Kim J-h. (Ri C-j.) – 22:02 | 8–0                 |                          |                                       |                                                                    |
| Ri S-g. (Ju S-h., Kim K-h.) – 23:33 | 9–0                 |                          |                                       |                                                                    |
| Kim K-h (Pak S-j.) – 24:17 | 10–0                |                          |                                       |                                                                    |
| Kim H-j. (Kim M-c., Ri C-m.) – 25:33 | 11–0                |                          |                                       |                                                                    |
| An C-h. – 33:03 | 12–0                |                          |                                       |                                                                    |
| Kim N-h. (Kim C-h.) – 34:30 | 13–0                |                          |                                       |                                                                    |
| Kim N-h. (Ri C-m., An C-h.) – 35:26 | 14–0                |                          |                                       |                                                                    |
| Kim C-b. (Kim J-h.) – 37:04 | 15–0                |                          |                                       |                                                                    |
| Ju S-h. (Pak S-j., Kim S-g.) – 41:42 | 16–0                |                          |                                       |                                                                    |
| Kim K-c. (Kim C-h., Ri C-j.) – 42:08 | 17–0                |                          |                                       |                                                                    |
| Ri C-j. – 43:52 | 18–0                |                          |                                       |                                                                    |
| Ju S-h. (Ri S-g.) – 44:48 | 19–0                |                          |                                       |                                                                    |
| Kim H-j. (Kim M-c.) – 49:54 | 20–0                |                          |                                       |                                                                    |
| Kim H-j. (Kim M-c., Kim C-b.) (PP) – 53:30 | 21–0                |                          |                                       |                                                                    |
| | 21–1                | 54:05 – G. Jeiranashvili |                                       |                                                                    |
| Kim J-h. (Ri C-j., Kim C-h.) (PP) – 58:45 | 22–1                |                          |                                       |                                                                    |

| 2014. április 6. 19:45 | Luxemburg | 5–8 (2–3, 3–3, 0–2) | Bulgária | Kockelscheuer Ice Rink, Kockelscheuer Nézőszám: 800 |

| Jegyzőkönyv | Jegyzőkönyv   | Jegyzőkönyv                                       | Jegyzőkönyv         | Jegyzőkönyv                                                                 |
| --- | ------------- | ------------------------------------------------- | ------------------- | --------------------------------------------------------------------------- |
| | Michel Welter | Kapusok                                           | Konstantin Mihaylov | Játékvezető: Tim Tzirtziganis Vonalbírók: Michael Johnstone Orri Sigmarsson |
| \| \| 0–1 \| 04:25 – A. Yotov (S. Muhachev) (PP) \| \| \| 0–2 \| 06:53 – A. Yotov (S. Muhachev) (SH) \| \| \| 0–3 \| 15:57 – A. Yotov (S. Muhachev) \| \| E. Wambach (M. Eriksson) – 17:30 \| 1–3 \| \| \| B. Houdremont (R. Beran, F. Schons) – 19:24 \| 2–3 \| \| \| B. Welter (K. Gronlund, R. Beran) – 20:38 \| 3–3 \| \| \| M. Eriksson (SH) – 28:38 \| 4–3 \| \| \| \| 4–4 \| 30:01 – S. Muhachev (A. Yotov, I. Hodulov) \| \| M. Eriksson – 31:32 \| 5–4 \| \| \| \| 5–5 \| 35:37 – I. Hodulov (A. Yotov, M. Boyadjiev) (PP2) \| \| \| 5–6 \| 39:29 – B. Stefanov (I. Hodulov) \| \| \| 5–7 \| 46:08 – M. Eftimov \| \| \| 5–8 \| 46:23 – M. Nikolov (M. Eftimov, A. Vasilev) \| |               |                                                   |                     | Játékvezető: Tim Tzirtziganis Vonalbírók: Michael Johnstone Orri Sigmarsson |
| 12 perc | Büntetések    | 8 perc                                            |                     | Játékvezető: Tim Tzirtziganis Vonalbírók: Michael Johnstone Orri Sigmarsson |
| 39 | Lövések       | 43                                                |                     | Játékvezető: Tim Tzirtziganis Vonalbírók: Michael Johnstone Orri Sigmarsson |
| | 0–1           | 04:25 – A. Yotov (S. Muhachev) (PP)               |                     | Játékvezető: Tim Tzirtziganis Vonalbírók: Michael Johnstone Orri Sigmarsson |
| | 0–2           | 06:53 – A. Yotov (S. Muhachev) (SH)               |                     | Játékvezető: Tim Tzirtziganis Vonalbírók: Michael Johnstone Orri Sigmarsson |
| | 0–3           | 15:57 – A. Yotov (S. Muhachev)                    |                     | Játékvezető: Tim Tzirtziganis Vonalbírók: Michael Johnstone Orri Sigmarsson |
| E. Wambach (M. Eriksson) – 17:30 | 1–3           |                                                   |                     |                                                                             |
| B. Houdremont (R. Beran, F. Schons) – 19:24 | 2–3           |                                                   |                     |                                                                             |
| B. Welter (K. Gronlund, R. Beran) – 20:38 | 3–3           |                                                   |                     |                                                                             |
| M. Eriksson (SH) – 28:38 | 4–3           |                                                   |                     |                                                                             |
| | 4–4           | 30:01 – S. Muhachev (A. Yotov, I. Hodulov)        |                     |                                                                             |
| M. Eriksson – 31:32 | 5–4           |                                                   |                     |                                                                             |
| | 5–5           | 35:37 – I. Hodulov (A. Yotov, M. Boyadjiev) (PP2) |                     |                                                                             |
| | 5–6           | 39:29 – B. Stefanov (I. Hodulov)                  |                     |                                                                             |
| | 5–7           | 46:08 – M. Eftimov                                |                     |                                                                             |
| | 5–8           | 46:23 – M. Nikolov (M. Eftimov, A. Vasilev)       |                     |                                                                             |

| 2014. április 7. 12:30 | Grúzia | 0–12 (0–4, 0–3, 0–5) | Hongkong | Kockelscheuer Ice Rink, Kockelscheuer Nézőszám: 100 |

| Jegyzőkönyv | Jegyzőkönyv                           | Jegyzőkönyv                                | Jegyzőkönyv                            | Jegyzőkönyv                                                                      |
| --- | ------------------------------------- | ------------------------------------------ | -------------------------------------- | -------------------------------------------------------------------------------- |
| | Kakha Ambrolava Konstantine Sanikidze | Kapusok                                    | King Chi King Ho Emerson Kwokway Keung | Játékvezető: Tomislav Knezevic Vonalbírók: Vytautas Lukosevicius Orri Sigmarsson |
| \| \| 0–1 \| 08:07 – H.F.F. Choi (A. Sham, S. Kan) (PP) \| \| \| 0–2 \| 15:42 – H.K.T. Choi \| \| \| 0–3 \| 17:52 – J.S.Y. Ho (S. Kan) \| \| \| 0–4 \| 18:59 – H.F.F. Choi (A. Sham) \| \| \| 0–5 \| 28:47 – B. Fung (J. Tai) \| \| \| 0–6 \| 35:23 – B. Fung (J.S.Y. Ho) \| \| \| 0–7 \| 37:38 – Y.H.Y. Wong (J.S.Y. Ho) (PP) \| \| \| 0–8 \| 40:49 – B. Fung (J.S.Y. Ho, S. Kan) \| \| \| 0–9 \| 42:40 – T. Leung (J.S.Y. Ho) \| \| \| 0–10 \| 46:24 – J.S.Y. Ho (B. Fung) \| \| \| 0–11 \| 46:55 – J.S.Y. Ho (B. Fung, S. Kan) \| \| \| 0–12 \| 54:07 – H.L. Mo \| |                                       |                                            |                                        | Játékvezető: Tomislav Knezevic Vonalbírók: Vytautas Lukosevicius Orri Sigmarsson |
| 31 perc | Büntetések                            | 8 perc                                     |                                        | Játékvezető: Tomislav Knezevic Vonalbírók: Vytautas Lukosevicius Orri Sigmarsson |
| 10 | Lövések                               | 55                                         |                                        | Játékvezető: Tomislav Knezevic Vonalbírók: Vytautas Lukosevicius Orri Sigmarsson |
| | 0–1                                   | 08:07 – H.F.F. Choi (A. Sham, S. Kan) (PP) |                                        | Játékvezető: Tomislav Knezevic Vonalbírók: Vytautas Lukosevicius Orri Sigmarsson |
| | 0–2                                   | 15:42 – H.K.T. Choi                        |                                        | Játékvezető: Tomislav Knezevic Vonalbírók: Vytautas Lukosevicius Orri Sigmarsson |
| | 0–3                                   | 17:52 – J.S.Y. Ho (S. Kan)                 |                                        | Játékvezető: Tomislav Knezevic Vonalbírók: Vytautas Lukosevicius Orri Sigmarsson |
| | 0–4                                   | 18:59 – H.F.F. Choi (A. Sham)              |                                        |                                                                                  |
| | 0–5                                   | 28:47 – B. Fung (J. Tai)                   |                                        |                                                                                  |
| | 0–6                                   | 35:23 – B. Fung (J.S.Y. Ho)                |                                        |                                                                                  |
| | 0–7                                   | 37:38 – Y.H.Y. Wong (J.S.Y. Ho) (PP)       |                                        |                                                                                  |
| | 0–8                                   | 40:49 – B. Fung (J.S.Y. Ho, S. Kan)        |                                        |                                                                                  |
| | 0–9                                   | 42:40 – T. Leung (J.S.Y. Ho)               |                                        |                                                                                  |
| | 0–10                                  | 46:24 – J.S.Y. Ho (B. Fung)                |                                        |                                                                                  |
| | 0–11                                  | 46:55 – J.S.Y. Ho (B. Fung, S. Kan)        |                                        |                                                                                  |
| | 0–12                                  | 54:07 – H.L. Mo                            |                                        |                                                                                  |

| 2014. április 7. 16:00 | Bulgária | 11–5 (5–3, 5–1, 1–1) | Egyesült Arab Emírségek | Kockelscheuer Ice Rink, Kockelscheuer Nézőszám: 100 |

| Jegyzőkönyv | Jegyzőkönyv     | Jegyzőkönyv                                | Jegyzőkönyv       | Jegyzőkönyv                                                         |
| --- | --------------- | ------------------------------------------ | ----------------- | ------------------------------------------------------------------- |
| | Radosvet Petrov | Kapusok                                    | Khaled Al Suwaidi | Játékvezető: Igor Tsernyshov Vonalbírók: Thomas Caillot Simone Lega |
| \| I. Hodulov – 00:23 \| 1–0 \| \| \| \| 1–1 \| 01:01 – S. Al-Nuaimi (PP) \| \| I. Hodulov (S. Muhachev, A. Yotov) (PP) – 03:21 \| 2–1 \| \| \| S. Muhachev (A. Yotov) – 06:34 \| 3–1 \| \| \| \| 3–2 \| 08:04 – J. Al-Dhaheri (O. Al-Shamisi) \| \| M. Eftimov (A. Yotov, I. Hodulov) (PP2) – 10:35 \| 4–2 \| \| \| S. Muhachev (A. Yotov, I. Hodulov) – 13:22 \| 5–2 \| \| \| \| 5–3 \| 19:16 – S. Al-Nuaimi (M. Al-Mazrouei) (PP) \| \| A. Yotov (S. Muhachev, I. Hodulov) – 20:14 \| 6–3 \| \| \| B. Stefanov (A. Yotov, I. Hodulov) (PP) – 27:00 \| 7–3 \| \| \| I. Hodulov (A. Yotov, S. Muhachev) – 28:50 \| 8–3 \| \| \| S. Muhachev (A. Yotov) (PP) – 31:20 \| 9–3 \| \| \| \| 9–4 \| 32:11 – O. Al-Shamisi \| \| M. Eftimov (PP) – 39:36 \| 10–4 \| \| \| \| 10–5 \| 47:38 – A. Al-Harmoodi (F. Al-Suwaidi) \| \| I. Hodulov (T. Georgiev) – 50:52 \| 11–5 \| \| |                 |                                            |                   | Játékvezető: Igor Tsernyshov Vonalbírók: Thomas Caillot Simone Lega |
| 12 perc | Büntetések      | 18 perc                                    |                   | Játékvezető: Igor Tsernyshov Vonalbírók: Thomas Caillot Simone Lega |
| 44 | Lövések         | 26                                         |                   | Játékvezető: Igor Tsernyshov Vonalbírók: Thomas Caillot Simone Lega |
| I. Hodulov – 00:23 | 1–0             |                                            |                   | Játékvezető: Igor Tsernyshov Vonalbírók: Thomas Caillot Simone Lega |
| | 1–1             | 01:01 – S. Al-Nuaimi (PP)                  |                   | Játékvezető: Igor Tsernyshov Vonalbírók: Thomas Caillot Simone Lega |
| I. Hodulov (S. Muhachev, A. Yotov) (PP) – 03:21 | 2–1             |                                            |                   | Játékvezető: Igor Tsernyshov Vonalbírók: Thomas Caillot Simone Lega |
| S. Muhachev (A. Yotov) – 06:34 | 3–1             |                                            |                   |                                                                     |
| | 3–2             | 08:04 – J. Al-Dhaheri (O. Al-Shamisi)      |                   |                                                                     |
| M. Eftimov (A. Yotov, I. Hodulov) (PP2) – 10:35 | 4–2             |                                            |                   |                                                                     |
| S. Muhachev (A. Yotov, I. Hodulov) – 13:22 | 5–2             |                                            |                   |                                                                     |
| | 5–3             | 19:16 – S. Al-Nuaimi (M. Al-Mazrouei) (PP) |                   |                                                                     |
| A. Yotov (S. Muhachev, I. Hodulov) – 20:14 | 6–3             |                                            |                   |                                                                     |
| B. Stefanov (A. Yotov, I. Hodulov) (PP) – 27:00 | 7–3             |                                            |                   |                                                                     |
| I. Hodulov (A. Yotov, S. Muhachev) – 28:50 | 8–3             |                                            |                   |                                                                     |
| S. Muhachev (A. Yotov) (PP) – 31:20 | 9–3             |                                            |                   |                                                                     |
| | 9–4             | 32:11 – O. Al-Shamisi                      |                   |                                                                     |
| M. Eftimov (PP) – 39:36 | 10–4            |                                            |                   |                                                                     |
| | 10–5            | 47:38 – A. Al-Harmoodi (F. Al-Suwaidi)     |                   |                                                                     |
| I. Hodulov (T. Georgiev) – 50:52 | 11–5            |                                            |                   |                                                                     |

| 2014. április 7. 19:30 | Észak-Korea | 7–3 (4–0, 3–0, 0–3) | Luxemburg | Kockelscheuer Ice Rink, Kockelscheuer Nézőszám: 850 |

| Jegyzőkönyv | Jegyzőkönyv         | Jegyzőkönyv                     | Jegyzőkönyv                 | Jegyzőkönyv                                                               |
| --- | ------------------- | ------------------------------- | --------------------------- | ------------------------------------------------------------------------- |
| | Kuk Chol Pak Il Pak | Kapusok                         | Michel Welter Gilles Mangen | Játékvezető: Valentin Lascar Vonalbírók: Michael Johnstone Pálkövi Botond |
| \| Ri C-m. (Hong C-r., Kim H-j.) – 10:17 \| 1–0 \| \| \| Kim K-h. – 10:30 \| 2–0 \| \| \| Ri C-j. (Kim K-c.) – 16:38 \| 3–0 \| \| \| Hong C-r. (Ri C-m.) – 19:47 \| 4–0 \| \| \| Kim H-j – 20:09 \| 5–0 \| \| \| An C-h. (Kim H-j., Ri C-m.) (PP) – 29:09 \| 6–0 \| \| \| An C-h. (Hong C-r., Ri C-m.) (PP) – 32:55 \| 7–0 \| \| \| \| 7–1 \| 43:37 – G. Scheier (E. Wambach) \| \| \| 7–2 \| 45:17 – B. Welter (G. Biver) \| \| \| 7–3 \| 49:15 – E. Wambach (G. Scheier) \| |                     |                                 |                             | Játékvezető: Valentin Lascar Vonalbírók: Michael Johnstone Pálkövi Botond |
| 8 perc | Büntetések          | 20 perc                         |                             | Játékvezető: Valentin Lascar Vonalbírók: Michael Johnstone Pálkövi Botond |
| 34 | Lövések             | 28                              |                             | Játékvezető: Valentin Lascar Vonalbírók: Michael Johnstone Pálkövi Botond |
| Ri C-m. (Hong C-r., Kim H-j.) – 10:17 | 1–0                 |                                 |                             | Játékvezető: Valentin Lascar Vonalbírók: Michael Johnstone Pálkövi Botond |
| Kim K-h. – 10:30 | 2–0                 |                                 |                             | Játékvezető: Valentin Lascar Vonalbírók: Michael Johnstone Pálkövi Botond |
| Ri C-j. (Kim K-c.) – 16:38 | 3–0                 |                                 |                             | Játékvezető: Valentin Lascar Vonalbírók: Michael Johnstone Pálkövi Botond |
| Hong C-r. (Ri C-m.) – 19:47 | 4–0                 |                                 |                             |                                                                           |
| Kim H-j – 20:09 | 5–0                 |                                 |                             |                                                                           |
| An C-h. (Kim H-j., Ri C-m.) (PP) – 29:09 | 6–0                 |                                 |                             |                                                                           |
| An C-h. (Hong C-r., Ri C-m.) (PP) – 32:55 | 7–0                 |                                 |                             |                                                                           |
| | 7–1                 | 43:37 – G. Scheier (E. Wambach) |                             |                                                                           |
| | 7–2                 | 45:17 – B. Welter (G. Biver)    |                             |                                                                           |
| | 7–3                 | 49:15 – E. Wambach (G. Scheier) |                             |                                                                           |

| 2014. április 9. 12:30 | Bulgária | 19–1 (10–0, 4–1, 5–0) | Grúzia | Kockelscheuer Ice Rink, Kockelscheuer Nézőszám: 100 |

| Jegyzőkönyv | Jegyzőkönyv     | Jegyzőkönyv                                                  | Jegyzőkönyv                           | Jegyzőkönyv                                                                       |
| --- | --------------- | ------------------------------------------------------------ | ------------------------------------- | --------------------------------------------------------------------------------- |
| | Radosvet Petrov | Kapusok                                                      | Konstantine Sanikidze Kakha Ambrolava | Játékvezető: Tim Tzirtziganis Vonalbírók: Michael Johnstone Vytautas Lukosevicius |
| \| I. Hodulov (M. Boyadjiev, B. Stefanov) – 04:02 \| 1–0 \| \| \| B. Stefanov (M. Boyadjiev, I. Hodulov) (PP) – 06:30 \| 2–0 \| \| \| M. Nikolov (A. Panev, N. Bozhanov) – 10:33 \| 3–0 \| \| \| K. Monov (T. Georgiev, A. Vasilev) (PP) – 12:06 \| 4–0 \| \| \| M. Boyadjiev (I. Hodulov) – 12:17 \| 5–0 \| \| \| A. Vasilev (I. Velev, K. Monov) – 14:06 \| 6–0 \| \| \| M. Boyadjiev (R. Petrov) – 15:15 \| 7–0 \| \| \| T. Georgiev (K. Monov, I. Velev) (PP) – 17:27 \| 8–0 \| \| \| I. Hodulov (M. Boyadjiev, M. Eftimov) – 18:24 \| 9–0 \| \| \| M. Nikolov (A. Panev, N. Bozhanov) – 18:37 \| 10–0 \| \| \| T. Georgiev (A. Vasilev) – 22:06 \| 11–0 \| \| \| \| 11–1 \| 27:09 – G. Gobejishvili (M. Davitashvili, A. Geperidze) (PP) \| \| P. Mihov (Y. Gachev, A. Panev) (PP) – 31:29 \| 12–1 \| \| \| A. Panev (Y. Gachev) – 33:43 \| 13–1 \| \| \| A. Panev (P. Mihov) – 36:24 \| 14–1 \| \| \| T. Georgiev (K. Monov, I. Velev) – 42:49 \| 15–1 \| \| \| N. Bozhanov (T. Georgiev) – 45:15 \| 16–1 \| \| \| T. Georgiev (I. Velev) – 50:11 \| 17–1 \| \| \| P. Mihov (M. Nikolov, A. Panev) – 50:26 \| 18–1 \| \| \| T. Georgiev (I. Velev, A. Vasilev) (PP) – 51:26 \| 19–1 \| \| |                 |                                                              |                                       | Játékvezető: Tim Tzirtziganis Vonalbírók: Michael Johnstone Vytautas Lukosevicius |
| 4 perc | Büntetések      | 10 perc                                                      |                                       | Játékvezető: Tim Tzirtziganis Vonalbírók: Michael Johnstone Vytautas Lukosevicius |
| 78 | Lövések         | 10                                                           |                                       | Játékvezető: Tim Tzirtziganis Vonalbírók: Michael Johnstone Vytautas Lukosevicius |
| I. Hodulov (M. Boyadjiev, B. Stefanov) – 04:02 | 1–0             |                                                              |                                       | Játékvezető: Tim Tzirtziganis Vonalbírók: Michael Johnstone Vytautas Lukosevicius |
| B. Stefanov (M. Boyadjiev, I. Hodulov) (PP) – 06:30 | 2–0             |                                                              |                                       | Játékvezető: Tim Tzirtziganis Vonalbírók: Michael Johnstone Vytautas Lukosevicius |
| M. Nikolov (A. Panev, N. Bozhanov) – 10:33 | 3–0             |                                                              |                                       | Játékvezető: Tim Tzirtziganis Vonalbírók: Michael Johnstone Vytautas Lukosevicius |
| K. Monov (T. Georgiev, A. Vasilev) (PP) – 12:06 | 4–0             |                                                              |                                       |                                                                                   |
| M. Boyadjiev (I. Hodulov) – 12:17 | 5–0             |                                                              |                                       |                                                                                   |
| A. Vasilev (I. Velev, K. Monov) – 14:06 | 6–0             |                                                              |                                       |                                                                                   |
| M. Boyadjiev (R. Petrov) – 15:15 | 7–0             |                                                              |                                       |                                                                                   |
| T. Georgiev (K. Monov, I. Velev) (PP) – 17:27 | 8–0             |                                                              |                                       |                                                                                   |
| I. Hodulov (M. Boyadjiev, M. Eftimov) – 18:24 | 9–0             |                                                              |                                       |                                                                                   |
| M. Nikolov (A. Panev, N. Bozhanov) – 18:37 | 10–0            |                                                              |                                       |                                                                                   |
| T. Georgiev (A. Vasilev) – 22:06 | 11–0            |                                                              |                                       |                                                                                   |
| | 11–1            | 27:09 – G. Gobejishvili (M. Davitashvili, A. Geperidze) (PP) |                                       |                                                                                   |
| P. Mihov (Y. Gachev, A. Panev) (PP) – 31:29 | 12–1            |                                                              |                                       |                                                                                   |
| A. Panev (Y. Gachev) – 33:43 | 13–1            |                                                              |                                       |                                                                                   |
| A. Panev (P. Mihov) – 36:24 | 14–1            |                                                              |                                       |                                                                                   |
| T. Georgiev (K. Monov, I. Velev) – 42:49 | 15–1            |                                                              |                                       |                                                                                   |
| N. Bozhanov (T. Georgiev) – 45:15 | 16–1            |                                                              |                                       |                                                                                   |
| T. Georgiev (I. Velev) – 50:11 | 17–1            |                                                              |                                       |                                                                                   |
| P. Mihov (M. Nikolov, A. Panev) – 50:26 | 18–1            |                                                              |                                       |                                                                                   |
| T. Georgiev (I. Velev, A. Vasilev) (PP) – 51:26 | 19–1            |                                                              |                                       |                                                                                   |

| 2014. április 9. 16:00 | Észak-Korea | 12–2 (3–2, 4–0, 5–0) | Hongkong | Kockelscheuer Ice Rink, Kockelscheuer Nézőszám: 100 |

| Jegyzőkönyv | Jegyzőkönyv | Jegyzőkönyv                | Jegyzőkönyv                            | Jegyzőkönyv                                                             |
| --- | ----------- | -------------------------- | -------------------------------------- | ----------------------------------------------------------------------- |
| | Il Pak      | Kapusok                    | King Chi King Ho Emerson Kwokway Keung | Játékvezető: Igor Tsernyshov Vonalbírók: Thomas Caillot Orri Sigmarsson |
| \| \| 0–1 \| 05:14 – A. Sham \| \| Kim K-c. (Kim J-h., Ri C-j.) – 08:18 \| 1–1 \| \| \| \| 1–2 \| 13:16 – S. Kan (J.S.Y. Ho) \| \| Kim N-h. (Kim K-h.) – 13:52 \| 2–2 \| \| \| Kim H-j. (Ri C-m.) – 15:27 \| 3–2 \| \| \| Ju S-h. (Ri S-g.) (PP) – 24:28 \| 4–2 \| \| \| Ri P-i. (An C-h.) – 25:54 \| 5–2 \| \| \| Kim H-j. (Ri P-i.) (PP) – 35:44 \| 6–2 \| \| \| Ju S-h. (Kim S-g., Kim K-h.) (PP) – 36:37 \| 7–2 \| \| \| Kim M-c. (SH) – 43:07 \| 8–2 \| \| \| Kim H-j. (Jon S-c.) (PP) – 48:09 \| 9–2 \| \| \| Ri P-i. (Ju S-h.) – 54:03 \| 10–2 \| \| \| Ju S-h. – 55:01 \| 11–2 \| \| \| An C-h. (Kim H-j., Ri P-i.) (PP2) – 56:17 \| 12–2 \| \| |             |                            |                                        | Játékvezető: Igor Tsernyshov Vonalbírók: Thomas Caillot Orri Sigmarsson |
| 18 perc | Büntetések  | 20 perc                    |                                        | Játékvezető: Igor Tsernyshov Vonalbírók: Thomas Caillot Orri Sigmarsson |
| 53 | Lövések     | 11                         |                                        | Játékvezető: Igor Tsernyshov Vonalbírók: Thomas Caillot Orri Sigmarsson |
| | 0–1         | 05:14 – A. Sham            |                                        | Játékvezető: Igor Tsernyshov Vonalbírók: Thomas Caillot Orri Sigmarsson |
| Kim K-c. (Kim J-h., Ri C-j.) – 08:18 | 1–1         |                            |                                        | Játékvezető: Igor Tsernyshov Vonalbírók: Thomas Caillot Orri Sigmarsson |
| | 1–2         | 13:16 – S. Kan (J.S.Y. Ho) |                                        | Játékvezető: Igor Tsernyshov Vonalbírók: Thomas Caillot Orri Sigmarsson |
| Kim N-h. (Kim K-h.) – 13:52 | 2–2         |                            |                                        |                                                                         |
| Kim H-j. (Ri C-m.) – 15:27 | 3–2         |                            |                                        |                                                                         |
| Ju S-h. (Ri S-g.) (PP) – 24:28 | 4–2         |                            |                                        |                                                                         |
| Ri P-i. (An C-h.) – 25:54 | 5–2         |                            |                                        |                                                                         |
| Kim H-j. (Ri P-i.) (PP) – 35:44 | 6–2         |                            |                                        |                                                                         |
| Ju S-h. (Kim S-g., Kim K-h.) (PP) – 36:37 | 7–2         |                            |                                        |                                                                         |
| Kim M-c. (SH) – 43:07 | 8–2         |                            |                                        |                                                                         |
| Kim H-j. (Jon S-c.) (PP) – 48:09 | 9–2         |                            |                                        |                                                                         |
| Ri P-i. (Ju S-h.) – 54:03 | 10–2        |                            |                                        |                                                                         |
| Ju S-h. – 55:01 | 11–2        |                            |                                        |                                                                         |
| An C-h. (Kim H-j., Ri P-i.) (PP2) – 56:17 | 12–2        |                            |                                        |                                                                         |

| 2014. április 9. 19:30 | Luxemburg | 8–1 (4–0, 4–0, 0–1) | Egyesült Arab Emírségek | Kockelscheuer Ice Rink, Kockelscheuer Nézőszám: 850 |

| Jegyzőkönyv | Jegyzőkönyv   | Jegyzőkönyv                | Jegyzőkönyv                        | Jegyzőkönyv                                                          |
| --- | ------------- | -------------------------- | ---------------------------------- | -------------------------------------------------------------------- |
| | Michel Welter | Kapusok                    | Khaled Al Suwaidi Ahmed Al Dhaheri | Játékvezető: Tomislav Knezevic Vonalbírók: Zhinan Cui Pálkövi Botond |
| \| S. Backes – 08:17 \| 1–0 \| \| \| M. Eriksson – 11:57 \| 2–0 \| \| \| G. Scheier – 16:38 \| 3–0 \| \| \| R. Scheier (B. Houdremont, B. Welter) (PP) – 18:15 \| 4–0 \| \| \| B. Houdremont (K. Gronlund, B. Welter) (PP) – 26:20 \| 5–0 \| \| \| B. Houdremont (R. Beran, C. Waltener) (PP2) – 30:20 \| 6–0 \| \| \| R. Beran (B. Welter, C. Waltener) (PP) – 30:33 \| 7–0 \| \| \| B. Welter (B. Houdremont) – 39:47 \| 8–0 \| \| \| \| 8–1 \| 43:34 – O. Al-Shamisi (PP) \| |               |                            |                                    | Játékvezető: Tomislav Knezevic Vonalbírók: Zhinan Cui Pálkövi Botond |
| 22 perc | Büntetések    | 20 perc                    |                                    | Játékvezető: Tomislav Knezevic Vonalbírók: Zhinan Cui Pálkövi Botond |
| 50 | Lövések       | 26                         |                                    | Játékvezető: Tomislav Knezevic Vonalbírók: Zhinan Cui Pálkövi Botond |
| S. Backes – 08:17 | 1–0           |                            |                                    | Játékvezető: Tomislav Knezevic Vonalbírók: Zhinan Cui Pálkövi Botond |
| M. Eriksson – 11:57 | 2–0           |                            |                                    | Játékvezető: Tomislav Knezevic Vonalbírók: Zhinan Cui Pálkövi Botond |
| G. Scheier – 16:38 | 3–0           |                            |                                    | Játékvezető: Tomislav Knezevic Vonalbírók: Zhinan Cui Pálkövi Botond |
| R. Scheier (B. Houdremont, B. Welter) (PP) – 18:15 | 4–0           |                            |                                    |                                                                      |
| B. Houdremont (K. Gronlund, B. Welter) (PP) – 26:20 | 5–0           |                            |                                    |                                                                      |
| B. Houdremont (R. Beran, C. Waltener) (PP2) – 30:20 | 6–0           |                            |                                    |                                                                      |
| R. Beran (B. Welter, C. Waltener) (PP) – 30:33 | 7–0           |                            |                                    |                                                                      |
| B. Welter (B. Houdremont) – 39:47 | 8–0           |                            |                                    |                                                                      |
| | 8–1           | 43:34 – O. Al-Shamisi (PP) |                                    |                                                                      |

| 2014. április 11. 12:30 | Egyesült Arab Emírségek | 1–12 (0–3, 1–4, 0–5) | Észak-Korea | Kockelscheuer Ice Rink, Kockelscheuer Nézőszám: 100 |

| Jegyzőkönyv | Jegyzőkönyv       | Jegyzőkönyv                                | Jegyzőkönyv  | Jegyzőkönyv                                                                |
| --- | ----------------- | ------------------------------------------ | ------------ | -------------------------------------------------------------------------- |
| | Khaled Al Suwaidi | Kapusok                                    | Kuk Chol Pak | Játékvezető: Valentin Lascar Vonalbírók: Michael Johnstone Orri Sigmarsson |
| \| \| 0–1 \| 06:27 – Hong C-r. (Ri C-m.) \| \| \| 0–2 \| 07:08 – Ri S-g. (Kim K-h., Kim S-g.) (PP) \| \| \| 0–3 \| 19:57 – Kim K-h. (Ri S-g., Ju S-h.) \| \| \| 0–4 \| 20:39 – Ri C-m. (Hong C-r.) \| \| \| 0–5 \| 23:13 – Hong C-r. (Kim H-j., An C-h.) \| \| A. Al-Harmoodi (PP) – 25:18 \| 1–5 \| \| \| \| 1–6 \| 31:17 – Kim H-j. (Hong C-r., An C-h.) (PP) \| \| \| 1–7 \| 38:03 – Hong C-r. (PP) \| \| \| 1–8 \| 46:06 – Hong C-r. (Kim H-j., Kim M-c.) \| \| \| 1–9 \| 49:44 – Kim J-h. (Ri C-j., Kim K-c.) \| \| \| 1–10 \| 50:56 – Kim K-c. (Kim C-h.) \| \| \| 1–11 \| 51:41 – Kim J-h. (Ri C-j., Hong C-r.) \| \| \| 1–12 \| 53:07 – Kim S-g. \| |                   |                                            |              | Játékvezető: Valentin Lascar Vonalbírók: Michael Johnstone Orri Sigmarsson |
| 14 perc | Büntetések        | 6 perc                                     |              | Játékvezető: Valentin Lascar Vonalbírók: Michael Johnstone Orri Sigmarsson |
| 15 | Lövések           | 60                                         |              | Játékvezető: Valentin Lascar Vonalbírók: Michael Johnstone Orri Sigmarsson |
| | 0–1               | 06:27 – Hong C-r. (Ri C-m.)                |              | Játékvezető: Valentin Lascar Vonalbírók: Michael Johnstone Orri Sigmarsson |
| | 0–2               | 07:08 – Ri S-g. (Kim K-h., Kim S-g.) (PP)  |              | Játékvezető: Valentin Lascar Vonalbírók: Michael Johnstone Orri Sigmarsson |
| | 0–3               | 19:57 – Kim K-h. (Ri S-g., Ju S-h.)        |              | Játékvezető: Valentin Lascar Vonalbírók: Michael Johnstone Orri Sigmarsson |
| | 0–4               | 20:39 – Ri C-m. (Hong C-r.)                |              |                                                                            |
| | 0–5               | 23:13 – Hong C-r. (Kim H-j., An C-h.)      |              |                                                                            |
| A. Al-Harmoodi (PP) – 25:18 | 1–5               |                                            |              |                                                                            |
| | 1–6               | 31:17 – Kim H-j. (Hong C-r., An C-h.) (PP) |              |                                                                            |
| | 1–7               | 38:03 – Hong C-r. (PP)                     |              |                                                                            |
| | 1–8               | 46:06 – Hong C-r. (Kim H-j., Kim M-c.)     |              |                                                                            |
| | 1–9               | 49:44 – Kim J-h. (Ri C-j., Kim K-c.)       |              |                                                                            |
| | 1–10              | 50:56 – Kim K-c. (Kim C-h.)                |              |                                                                            |
| | 1–11              | 51:41 – Kim J-h. (Ri C-j., Hong C-r.)      |              |                                                                            |
| | 1–12              | 53:07 – Kim S-g.                           |              |                                                                            |

| 2014. április 11. 16:00 | Hongkong | 1–6 (1–1, 0–3, 0–2) | Bulgária | Kockelscheuer Ice Rink, Kockelscheuer Nézőszám: 100 |

| Jegyzőkönyv | Jegyzőkönyv                            | Jegyzőkönyv                                      | Jegyzőkönyv                          | Jegyzőkönyv                                                               |
| --- | -------------------------------------- | ------------------------------------------------ | ------------------------------------ | ------------------------------------------------------------------------- |
| | Emerson Kwokway Keung King Chi King Ho | Kapusok                                          | Konstantin Mihaylov Dimitar Dimitrov | Játékvezető: Igor Tsernyshov Vonalbírók: Zhinan Cui Vytautas Lukosevicius |
| \| \| 0–1 \| 01:10 – I. Hodulov (A. Yotov) \| \| A. Sham (J. Tai) – 02:07 \| 1–1 \| \| \| \| 1–2 \| 25:25 – I. Hodulov \| \| \| 1–3 \| 27:06 – I. Hodulov (M. Boyadjiev, A. Yotov) (PP) \| \| \| 1–4 \| 34:25 – S. Muhachev (M. Nikolov) (PP) \| \| \| 1–5 \| 49:20 – I. Hodulov (A. Yotov) (PP) \| \| \| 1–6 \| 59:08 – P. Mihov (A. Yotov, N. Bozhanov) (PP) \| |                                        |                                                  |                                      | Játékvezető: Igor Tsernyshov Vonalbírók: Zhinan Cui Vytautas Lukosevicius |
| 26 perc | Büntetések                             | 12 perc                                          |                                      | Játékvezető: Igor Tsernyshov Vonalbírók: Zhinan Cui Vytautas Lukosevicius |
| 23 | Lövések                                | 67                                               |                                      | Játékvezető: Igor Tsernyshov Vonalbírók: Zhinan Cui Vytautas Lukosevicius |
| | 0–1                                    | 01:10 – I. Hodulov (A. Yotov)                    |                                      | Játékvezető: Igor Tsernyshov Vonalbírók: Zhinan Cui Vytautas Lukosevicius |
| A. Sham (J. Tai) – 02:07 | 1–1                                    |                                                  |                                      | Játékvezető: Igor Tsernyshov Vonalbírók: Zhinan Cui Vytautas Lukosevicius |
| | 1–2                                    | 25:25 – I. Hodulov                               |                                      | Játékvezető: Igor Tsernyshov Vonalbírók: Zhinan Cui Vytautas Lukosevicius |
| | 1–3                                    | 27:06 – I. Hodulov (M. Boyadjiev, A. Yotov) (PP) |                                      |                                                                           |
| | 1–4                                    | 34:25 – S. Muhachev (M. Nikolov) (PP)            |                                      |                                                                           |
| | 1–5                                    | 49:20 – I. Hodulov (A. Yotov) (PP)               |                                      |                                                                           |
| | 1–6                                    | 59:08 – P. Mihov (A. Yotov, N. Bozhanov) (PP)    |                                      |                                                                           |

| 2014. április 11. 19:30 | Grúzia | 0–19 (0–7, 0–6, 0–6) | Luxemburg | Kockelscheuer Ice Rink, Kockelscheuer Nézőszám: 850 |

| Jegyzőkönyv | Jegyzőkönyv                           | Jegyzőkönyv                                        | Jegyzőkönyv   | Jegyzőkönyv                                                          |
| --- | ------------------------------------- | -------------------------------------------------- | ------------- | -------------------------------------------------------------------- |
| | Kakha Ambrolava Konstantine Sanikidze | Kapusok                                            | Gilles Mangen | Játékvezető: Tim Tzirtziganis Vonalbírók: Simone Lega Pálkövi Botond |
| \| \| 0–1 \| 00:22 – C. Waltener (B. Welter, B. Houdremont) \| \| \| 0–2 \| 01:09 – R. Beran (B. Welter) \| \| \| 0–3 \| 04:31 – G. Scheier (M. Eriksson, C. Thiry) \| \| \| 0–4 \| 04:56 – M. Eriksson (G. Scheier) \| \| \| 0–5 \| 12:53 – S. Minden (R. Scheier) \| \| \| 0–6 \| 14:25 – T. Holtzem (B. Houdremont, C. Waltener) \| \| \| 0–7 \| 14:39 – T. Holtzem (C. Waltener, B. Houdremont) \| \| \| 0–8 \| 28:55 – P. Schön (B. Houdremont, C. Waltener) \| \| \| 0–9 \| 30:07 – M. Eriksson (S. Backes, G. Biver) \| \| \| 0–10 \| 32:13 – B. Houdremont (C. Waltener, F. Schons) \| \| \| 0–11 \| 33:13 – G. Scheier (M. Eriksson, C. Thiry) \| \| \| 0–12 \| 37:11 – G. Scheier (M. Eriksson, G. Biver) (PP) \| \| \| 0–13 \| 39:42 – T. Holtzem (P. Schön, B. Houdremont) \| \| \| 0–14 \| 40:41 – P. Schön (F. Schons, C. Thiry) \| \| \| 0–15 \| 45:10 – M. Eriksson (P. Schön, C. Thiry) \| \| \| 0–16 \| 45:58 – S. Backes (S. Minden, F. Davidson) \| \| \| 0–17 \| 49:49 – R. Scheier (S. Minden, P. Bechthold) (SH) \| \| \| 0–18 \| 50:03 – S. Minden (F. Davidson, P. Bechthold) (SH) \| \| \| 0–19 \| 59:09 – S. Minden (S. Backes, T. Holtzem) \| |                                       |                                                    |               | Játékvezető: Tim Tzirtziganis Vonalbírók: Simone Lega Pálkövi Botond |
| 4 perc | Büntetések                            | 4 perc                                             |               | Játékvezető: Tim Tzirtziganis Vonalbírók: Simone Lega Pálkövi Botond |
| 4 | Lövések                               | 71                                                 |               | Játékvezető: Tim Tzirtziganis Vonalbírók: Simone Lega Pálkövi Botond |
| | 0–1                                   | 00:22 – C. Waltener (B. Welter, B. Houdremont)     |               | Játékvezető: Tim Tzirtziganis Vonalbírók: Simone Lega Pálkövi Botond |
| | 0–2                                   | 01:09 – R. Beran (B. Welter)                       |               | Játékvezető: Tim Tzirtziganis Vonalbírók: Simone Lega Pálkövi Botond |
| | 0–3                                   | 04:31 – G. Scheier (M. Eriksson, C. Thiry)         |               | Játékvezető: Tim Tzirtziganis Vonalbírók: Simone Lega Pálkövi Botond |
| | 0–4                                   | 04:56 – M. Eriksson (G. Scheier)                   |               |                                                                      |
| | 0–5                                   | 12:53 – S. Minden (R. Scheier)                     |               |                                                                      |
| | 0–6                                   | 14:25 – T. Holtzem (B. Houdremont, C. Waltener)    |               |                                                                      |
| | 0–7                                   | 14:39 – T. Holtzem (C. Waltener, B. Houdremont)    |               |                                                                      |
| | 0–8                                   | 28:55 – P. Schön (B. Houdremont, C. Waltener)      |               |                                                                      |
| | 0–9                                   | 30:07 – M. Eriksson (S. Backes, G. Biver)          |               |                                                                      |
| | 0–10                                  | 32:13 – B. Houdremont (C. Waltener, F. Schons)     |               |                                                                      |
| | 0–11                                  | 33:13 – G. Scheier (M. Eriksson, C. Thiry)         |               |                                                                      |
| | 0–12                                  | 37:11 – G. Scheier (M. Eriksson, G. Biver) (PP)    |               |                                                                      |
| | 0–13                                  | 39:42 – T. Holtzem (P. Schön, B. Houdremont)       |               |                                                                      |
| | 0–14                                  | 40:41 – P. Schön (F. Schons, C. Thiry)             |               |                                                                      |
| | 0–15                                  | 45:10 – M. Eriksson (P. Schön, C. Thiry)           |               |                                                                      |
| | 0–16                                  | 45:58 – S. Backes (S. Minden, F. Davidson)         |               |                                                                      |
| | 0–17                                  | 49:49 – R. Scheier (S. Minden, P. Bechthold) (SH)  |               |                                                                      |
| | 0–18                                  | 50:03 – S. Minden (F. Davidson, P. Bechthold) (SH) |               |                                                                      |
| | 0–19                                  | 59:09 – S. Minden (S. Backes, T. Holtzem)          |               |                                                                      |

| 2014. április 12. 12:30 | Bulgária | 4–1 (0–1, 2–0, 2–0) | Észak-Korea | Kockelscheuer Ice Rink, Kockelscheuer Nézőszám: 500 |

| Jegyzőkönyv | Jegyzőkönyv         | Jegyzőkönyv                 | Jegyzőkönyv  | Jegyzőkönyv                                                          |
| --- | ------------------- | --------------------------- | ------------ | -------------------------------------------------------------------- |
| | Konstantin Mihaylov | Kapusok                     | Kuk Chol Pak | Játékvezető: Tim Tzirtziganis Vonalbírók: Simone Lega Pálkövi Botond |
| \| \| 0–1 \| 06:19 – Hong C-r. (Ri C-m.) \| \| I. Hodulov (A. Yotov, S. Muhachev) – 36:01 \| 1–1 \| \| \| A. Yotov (B. Stefanov, S. Muhachev) – 39:10 \| 2–1 \| \| \| A. Yotov (A. Vasilev) – 46:18 \| 3–1 \| \| \| I. Hodulov (A. Yotov, M. Boyadjiev) (PP) – 53:55 \| 4–1 \| \| |                     |                             |              | Játékvezető: Tim Tzirtziganis Vonalbírók: Simone Lega Pálkövi Botond |
| 30 perc | Büntetések          | 16 perc                     |              | Játékvezető: Tim Tzirtziganis Vonalbírók: Simone Lega Pálkövi Botond |
| 24 | Lövések             | 49                          |              | Játékvezető: Tim Tzirtziganis Vonalbírók: Simone Lega Pálkövi Botond |
| | 0–1                 | 06:19 – Hong C-r. (Ri C-m.) |              | Játékvezető: Tim Tzirtziganis Vonalbírók: Simone Lega Pálkövi Botond |
| I. Hodulov (A. Yotov, S. Muhachev) – 36:01 | 1–1                 |                             |              | Játékvezető: Tim Tzirtziganis Vonalbírók: Simone Lega Pálkövi Botond |
| A. Yotov (B. Stefanov, S. Muhachev) – 39:10 | 2–1                 |                             |              | Játékvezető: Tim Tzirtziganis Vonalbírók: Simone Lega Pálkövi Botond |
| A. Yotov (A. Vasilev) – 46:18 | 3–1                 |                             |              |                                                                      |
| I. Hodulov (A. Yotov, M. Boyadjiev) (PP) – 53:55 | 4–1                 |                             |              |                                                                      |

| 2014. április 12. 16:00 | Egyesült Arab Emírségek | 6–1 (1–0, 3–1, 2–0) | Grúzia | Kockelscheuer Ice Rink, Kockelscheuer Nézőszám: 500 |

| Jegyzőkönyv | Jegyzőkönyv                        | Jegyzőkönyv        | Jegyzőkönyv     | Jegyzőkönyv                                                        |
| --- | ---------------------------------- | ------------------ | --------------- | ------------------------------------------------------------------ |
| | Khaled Al Suwaidi Ahmed Al Dhaheri | Kapusok            | Kakha Ambrolava | Játékvezető: Igor Tsernyshov Vonalbírók: Thomas Caillot Zhinan Cui |
| \| S. Al-Nuaimi (M. Al-Mazrouei) – 07:48 \| 1–0 \| \| \| M. Al-Mazrouei (F. Al-Suwaidi) (PP) – 21:36 \| 2–0 \| \| \| \| 2–1 \| 25:26 – I. Davidov \| \| S. Al-Nuaimi (M. Al-Mazrouei, A. Al-Mazrouei) – 27:15 \| 3–1 \| \| \| A. Al-Mazrouei (S. Al-Nuaimi, F. Al-Suwaidi) (PP) – 33:16 \| 4–1 \| \| \| A. Al-Mazrouei (M. Al-Mazrouei, S. Al-Nuaimi) – 41:33 \| 5–1 \| \| \| M. Al-Dhaheri (M. Al-Shamisi, M. Al-Mazrouei) (PP) – 44:13 \| 6–1 \| \| |                                    |                    |                 | Játékvezető: Igor Tsernyshov Vonalbírók: Thomas Caillot Zhinan Cui |
| 22 perc | Büntetések                         | 30 perc            |                 | Játékvezető: Igor Tsernyshov Vonalbírók: Thomas Caillot Zhinan Cui |
| 50 | Lövések                            | 12                 |                 | Játékvezető: Igor Tsernyshov Vonalbírók: Thomas Caillot Zhinan Cui |
| S. Al-Nuaimi (M. Al-Mazrouei) – 07:48 | 1–0                                |                    |                 | Játékvezető: Igor Tsernyshov Vonalbírók: Thomas Caillot Zhinan Cui |
| M. Al-Mazrouei (F. Al-Suwaidi) (PP) – 21:36 | 2–0                                |                    |                 | Játékvezető: Igor Tsernyshov Vonalbírók: Thomas Caillot Zhinan Cui |
| | 2–1                                | 25:26 – I. Davidov |                 | Játékvezető: Igor Tsernyshov Vonalbírók: Thomas Caillot Zhinan Cui |
| S. Al-Nuaimi (M. Al-Mazrouei, A. Al-Mazrouei) – 27:15 | 3–1                                |                    |                 |                                                                    |
| A. Al-Mazrouei (S. Al-Nuaimi, F. Al-Suwaidi) (PP) – 33:16 | 4–1                                |                    |                 |                                                                    |
| A. Al-Mazrouei (M. Al-Mazrouei, S. Al-Nuaimi) – 41:33 | 5–1                                |                    |                 |                                                                    |
| M. Al-Dhaheri (M. Al-Shamisi, M. Al-Mazrouei) (PP) – 44:13 | 6–1                                |                    |                 |                                                                    |

| 2014. április 12. 19:30 | Luxemburg | 8–0 (5–0, 0–0, 3–0) | Hongkong | Kockelscheuer Ice Rink, Kockelscheuer Nézőszám: 900 |

| Jegyzőkönyv | Jegyzőkönyv   | Jegyzőkönyv | Jegyzőkönyv                            | Jegyzőkönyv                                                                      |
| --- | ------------- | ----------- | -------------------------------------- | -------------------------------------------------------------------------------- |
| | Michel Welter | Kapusok     | King Chi King Ho Emerson Kwokway Keung | Játékvezető: Valentin Lascar Vonalbírók: Michael Johnstone Vytautas Lukosevicius |
| \| M. Eriksson – 04:37 \| 1–0 \| \| \| B. Houdremont (R. Beran, B. Welter) (PP) – 07:49 \| 2–0 \| \| \| E. Wambach (G. Scheier) – 10:45 \| 3–0 \| \| \| R. Beran (K. Gronlund, B. Houdremont) – 12:11 \| 4–0 \| \| \| B. Welter (R. Beran, F. Schons) – 16:43 \| 5–0 \| \| \| S. Minden (F. Schons, G. Scheier) (PP2) – 54:53 \| 6–0 \| \| \| B. Houdremont (B. Welter, P. Schön) – 56:23 \| 7–0 \| \| \| C. Waltener (E. Wambach, M. Eriksson) – 59:58 \| 8–0 \| \| |               |             |                                        | Játékvezető: Valentin Lascar Vonalbírók: Michael Johnstone Vytautas Lukosevicius |
| 39 perc | Büntetések    | 18 perc     |                                        | Játékvezető: Valentin Lascar Vonalbírók: Michael Johnstone Vytautas Lukosevicius |
| 46 | Lövések       | 18          |                                        | Játékvezető: Valentin Lascar Vonalbírók: Michael Johnstone Vytautas Lukosevicius |
| M. Eriksson – 04:37 | 1–0           |             |                                        | Játékvezető: Valentin Lascar Vonalbírók: Michael Johnstone Vytautas Lukosevicius |
| B. Houdremont (R. Beran, B. Welter) (PP) – 07:49 | 2–0           |             |                                        | Játékvezető: Valentin Lascar Vonalbírók: Michael Johnstone Vytautas Lukosevicius |
| E. Wambach (G. Scheier) – 10:45 | 3–0           |             |                                        | Játékvezető: Valentin Lascar Vonalbírók: Michael Johnstone Vytautas Lukosevicius |
| R. Beran (K. Gronlund, B. Houdremont) – 12:11 | 4–0           |             |                                        |                                                                                  |
| B. Welter (R. Beran, F. Schons) – 16:43 | 5–0           |             |                                        |                                                                                  |
| S. Minden (F. Schons, G. Scheier) (PP2) – 54:53 | 6–0           |             |                                        |                                                                                  |
| B. Houdremont (B. Welter, P. Schön) – 56:23 | 7–0           |             |                                        |                                                                                  |
| C. Waltener (E. Wambach, M. Eriksson) – 59:58 | 8–0           |             |                                        |                                                                                  |